# بابی توماس (دوچرخه‌سوار)
بابی توماس (انگلیسی: Bobby Thomas; ۷ سپتامبر ۱۹۱۲ – ۱۲ نوامبر ۲۰۰۸) دوچرخه‌سوار اهل ایالات متحده آمریکا بود. وی در بازی‌های المپیک تابستانی ۱۹۳۲ شرکت کرده است.